# Skupnostna psihiatrična oskrba

## Skupnostna psihiatrična oskrba/obravnava
Zdravljenje duševnih motenj lahko poteka v posebnih institucijah ali v skupnosti. Velika večina pacientov s hudimi duševnimi motnjami se obravnava v institucijah, zato je tudi večina sredstev za oskrbo namenjena v te institucije. Nekateri pacienti pa ne želijo bivati v institucionalnih okoljih in bi bili raje del skupnosti. Eden od razlogov za to je, ker dolgotrajna institucionalizacija lahko dokazano poslabša njihovo duševno zdravje, sposobnosti ter samozavest. 
Skupnostna psihiatrična obravnava (SPO) je program ali organizacija služb za duševno zdravje, ki dolgotrajno in celovito obravnava osebe s težavami ali motnjami v duševnem zdravju v njihovem domačem okolju. To je nepretrgana obravnava in vodenje oseb s hudimi duševnimi motnjami, ki so bile hospitalizirane brez privolitve, imajo pogoste ponovitve bolezni, pogoste zlorabe psihoaktivnih snovi ali imajo dvojne diagnoze z odvisnostjo. Ta način zdravljenja se največkrat uporablja pri bolnikih s shizofrensko psihozo, bipolarno afektivno motnjo in poporodnimi duševnimi motnjami. SPO se ne osredotoča na iskanje razlogov za nastanek bolezni ali njenih posledic, ampak na obvladovanje bolezni in njenih simptomov ter na izboljšanje kakovosti življenja pacienta. Ta oblika zdravljenja nam omogoča obvladovanje kroničnih duševnih motenj, ki lahko vodijo v samomorilnost, invalidnost, ali socialne, finančne in zdravstvene probleme družin pacientov. S pravočasno in kakovostno SPO se lahko izboljša kakovost obravnave in življenja osebe, zagotovi pravočasne nujne posege in zmanjša število ali dolžino hospitalizacij. Pri tej obravnavi sicer ne pride do hitrega umika simptomov in znakov bolezni, veliko hitreje pa se izboljšajo funkcionalne sposobnosti pacienta. Dobre rezultate obravnave pa lahko pričakujemo le ob sodelovanju pacienta. To zahteva obojestranski spoštljiv odnos, aktivno sodelovanje in vključevanje pri načrtovanju ter spoštovanje dogovorov. 

### Namen psihiatrične obravnave v skupnosti
Namen skupnostne psihiatrične oskrbe je čimprejšnje ter čim bolj učinkovito vključevanje pacientov v socialno okolje, ter sprotno reševanje kriznih situacij v domačem okolju. Posledično je namen tudi zmanjšanje števila hospitalizacij. SPO kontaktira tudi osebe, ki še niso bili v psihiatrični obravnavi ali še ne kažejo znakov duševnih motenj, vendar so bili na primarni ravni identificirani kot ogroženi za nastanek duševnih motenj. 
Skupine strokovnjakov, ki skrbijo za osebe v programu SPO se imenujejo skupnostne psihiatrične delovne skupine (CMHT – Community Team) in so sestavljene iz več članov zdravstvenega multidisciplinarnega tima. V tem timu sodelujejo zdravnik psihiater, psiholog, diplomirane medicinske sestre, socialni delavci in delovni terapevti. 

### Program dela SPO
Da je SPO uspešna in v največji možni meri pomaga uporabnikom, mora imeti dober in strukturiran program dela. Program je okvir, po kateremu se izoblikuje načrt obravnave za vsakega posameznega uporabnika. Začne se že ob planiranju odpusta iz psihiatrične ustanove. Program predvideva, da se uporabnika spremlja, vzdržuje oziroma izboljša njegovo psihično stanje, ter da se mu z različnimi oblikami pomoči povrne ali priuči socialne veščine in zviša nivo avtonomije v vsakodnevnem življenju. Sam program je sestavljen iz 10 točk, ki omogočijo celostno obravnavo uporabnika.
1. Odpust iz psihiatrične ustanove: Če je pacient primeren kandidat za vključitev v SPO se odloči strokovni tim oddelka v instituciji, kjer je hospitaliziran. S pacientom se nato sestane delovna skupina, ki vodi SPO in skupaj z njegovimi svojci in socialno službo na terenu sestavijo načrt in cilje obravnave v SPO.
2. Spremljanje pacienta na domu: Delovna skupina ravno tako sestavi oceno sodelovanja pacienta pri samem zdravljenju. Svetujejo tako pacientu kot njegovim družinskim članom.
3. Obravnava delovnega terapevta: Predvidenih je pet obiskov delovnega terapevta na leto. Ta pomaga uporabniku, da se nauči dnevne aktivnosti, ki so za njega pomembne za samostojno življenje.
4. Obravnava socialne delavke: Tudi za socialno delavko je predvidenih pet obiskov letno. Ta pacientu pomaga pri osvajanju socialnih veščin, ki mu bodo omogočile boljšo integracijo v družbeno okolje v katerem biva in deluje.
5. Obravnava diplomirane medicinske sestre: DMS opravi eden do dva obiska na mesec. Ocenjuje zdravstveno stanje uporabnika, aplicira depo terapije in nadzoruje redno jemanje terapije doma. Izvaja tudi zdravstveno-vzgojno delo z uporabnikom, ter ga uči zdravega načina življenja.
6. Povezovanje z drugimi službami: Uporabnika se lahko poveže z drugimi strokovnimi službami, ki bi mu lahko pomagale. Ravno tako se ga lahko poveže z nevladnimi organizacijami, ki izvajajo SPO in razne skupinske terapije ali delavnice. Povezovanje je odvisno od potreb posameznega uporabnika.
7. Redni stiki z uporabnikom: Delovna skupina za vsakega uporabnika določi odgovorno osebo (član delovne skupine), ki bo z uporabnikom v rednem kontaktu. To delovni skupini omogoča redno preverjanje stanja uporabnika in zgodnje prepoznavanje njegovih potreb. Delovna skupina se sestane enkrat do dvakrat mesečno, kjer se načrtuje obiske pri uporabnikih na domu.
8. Redne kontrole: Odgovorna oseba delovne skupine mora poskrbeti, da uporabnik tudi hodi na redne kontrole v psihiatrično ambulanto. To je osnova za kontinuirano psihiatrično oskrbo in pravočasno prilagajanje obravnave in zdravil stanju uporabnika.
9. Preverjanje izvajanja načrta: Vsake tri mesece delovna skupina oceni izvajanje načrta obravnave in ga po potrebi prilagodi potrebam uporabnika. Obravnava delovne skupine se zaključi po enem letu. V tem času je potrebno zagotoviti terensko podporo socialne in patronažne službe, ter po potrebi nevladnih organizacij, ki lahko nadaljujejo SPO.
10. Dokumentacija: celotna obravnava, od vključitve do zaključka mora biti dokumentirana s strani delovne skupine. Vsak član delovne skupine sproti za vsakega uporabnika izpolnjuje protokol, ki se zbira v osebni mapi uporabnika. Tu sta priložena še izjava uporabnika o vključitvi v program in odpustnica iz psihiatrične ustanove. [3]

## Nevladne organizacije na področju duševnega zdravja
V Sloveniji so se v zadnjih letih razvili različni modeli skupnostne obravnave, eden izmed teh je tudi skupnostna psihiatrična oskrba oziroma obravnava. Ostali modeli so še timi ACT, ki delajo po modelu ACT (Assertive Community Treatment) in koordinacija obravnave v skupnosti. Pomembno vlogo pri SPO imajo nevladne organizacije, s pomočjo katerih se je v začetku devetdesetih let vpeljala skupnostna obravnava oseb z motnjami v duševnem zdravju. 
V Sloveniji deluje več društev, ki ponuja storitve in program s področja duševnega zdravja v skupnosti. Ta društva so nevladne, neprofitne humanitarne organizacije, ki v svoje delo vključujejo tako strokovne delavce kot prostovoljce. Delujejo na področju socialnega in zdravstvenega varstva, izvajajo preventivne programe, dejavnosti stanovanjskih skupin, dnevnih centrov, drop in centrov, svetovalnih centrov in klubov in drugih oblik pomoči in varstva oseb z duševnimi težavami. Ponujajo svetovanje, načrtovanje, izvajanje in koordinacijo podpore duševnim bolnikom, organizirajo krizne intervencije. Ravno tako imajo programe za usposabljanje in zaposlovanje težje zaposljivih oseb. Torej namen teh nevladnih organizacij je dolgoročna kakovostna integracija ljudi z duševnimi težavami v družbo. S socialno-varstvenimi programi jim dvignejo kakovost življenja in stopnjo samooskrbe, jim vračajo dostojnost in vlogo v družbi, ter se aktivno trudijo, da odstranijo stigmo duševnih bolezni in odpravijo diskriminacijo do duševnih bolnikov in njihovih svojcev. 